# Philips TD1410U (Starenkasten)

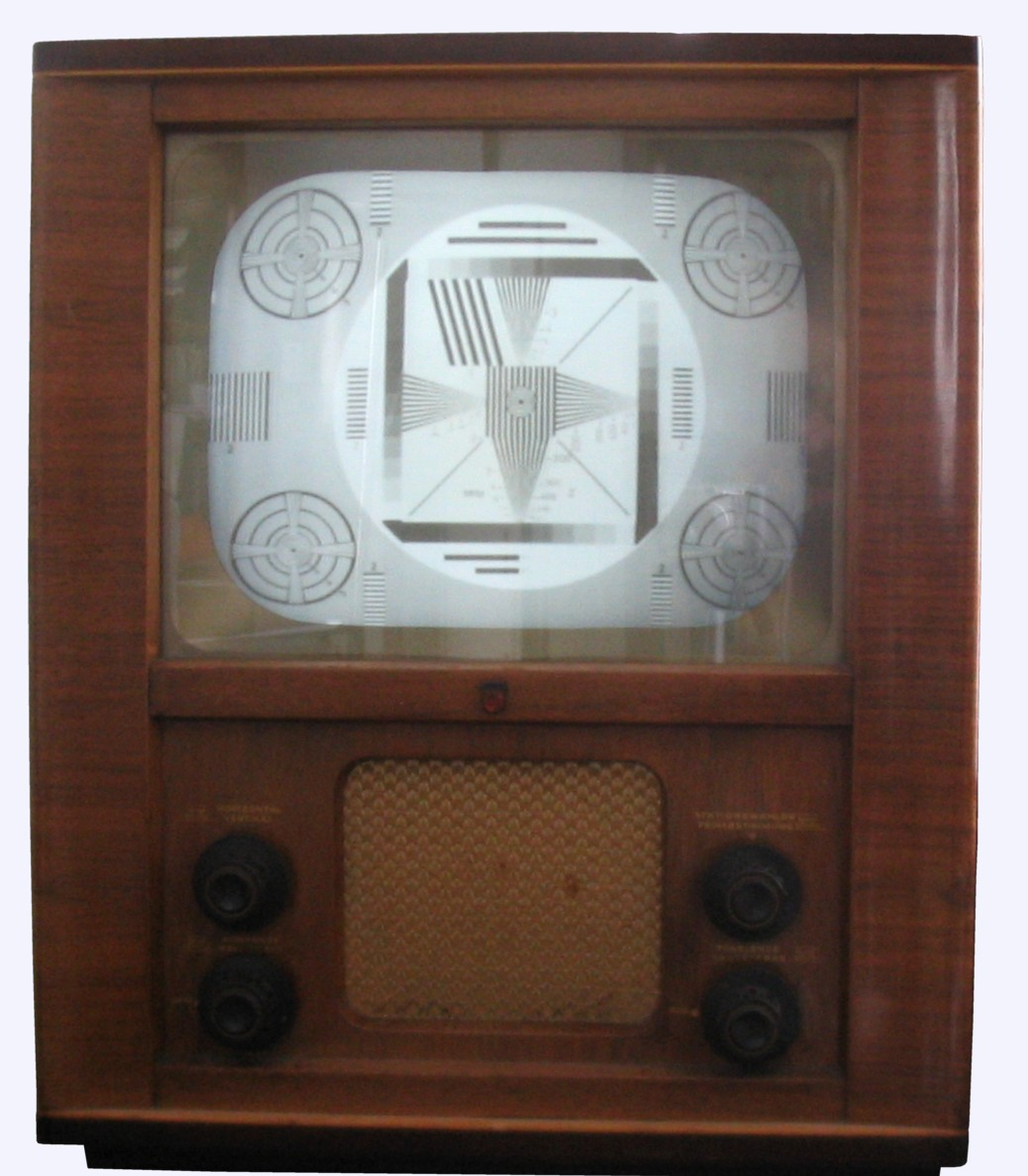
„Starenkasten“ mit dem Universal-Testbild der ARD aus den 1950/60er Jahren

Der Schwarzweiß-Fernseher TD1410U der Firma Philips, der wegen seiner Gehäuseform schon früh den Spitznamen Starenkasten erhielt, war einer der ersten Nachkriegs-Fernseher in der Bundesrepublik Deutschland und sicher unter ihnen der populärste. Die im Philips-Stammwerk Eindhoven in den Niederlanden produzierten ersten Modelle erschienen bereits 1951, besaßen Holzverstrebungen vor dem Lautsprecher und waren mit einer von der britischen Philips-Tochter Mullard zugelieferten Rechteckbildröhre des Typs MW36-22 ausgestattet. Rechtzeitig vor Beginn des geregelten Sendebetriebs in der Bundesrepublik Deutschland am 26. Dezember 1952 kam aus der neuen Philips-Apparatefabrik Krefeld 1952 ein optisch überarbeitetes Modell mit Stoffbespannung vor dem Lautsprecher und der neuen Bildröhre MW36-24 auf den Markt. Design und Technik beruhen auf dem TX400U und TX500 von Philips aus dem Jahre 1949, der in den Niederlanden auch unter dem Spitznamen "kleiner Hondenhok" (= kleine Hundehütte) bekannt wurde.

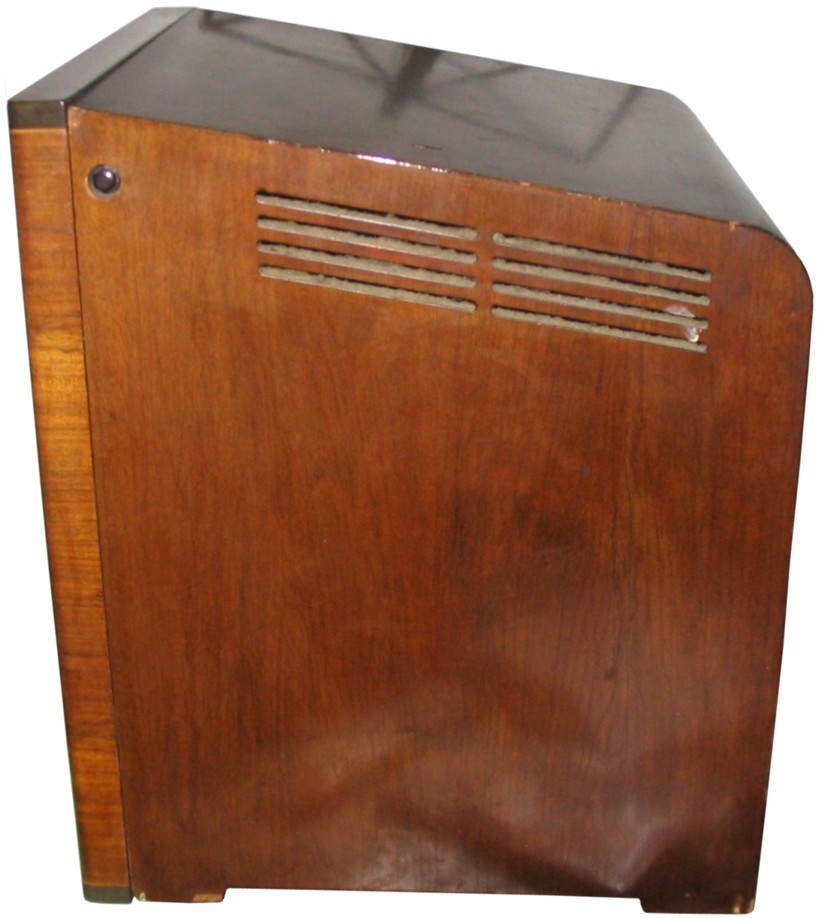
Philips TD1410U von der Seite – die Gehäuseform gab dem Apparat seinen Spitznamen "Starenkasten".

Das Gerät ist mit 24 Röhren ausgestattet und verbraucht ca. 130 Watt bei Fernsehempfang. Vorgesehen ist der TD1410U für 6 Fernsehkanäle im VHF-Band III sowie für UKW-Rundfunkempfang. Der Tuner ist kein Trommelkanalwähler (obwohl das hin und wieder zu lesen ist), sondern arbeitet mit Drehkondensatorabstimmung. Beim UKW-Rundfunkempfang kann zur Stromersparnis das Fernseh-Ablenkteil abgeschaltet werden und der Bildschirm bleibt dunkel. Statt im später üblichen Differenzträgerverfahren arbeitete der Philips TD1410U im Paralleltonverfahren: Schon nach der ersten Zwischenfrequenz-Stufe wird die Ton-ZF (18 MHz) ausgekoppelt und in einem separaten Ton-ZF-Verstärker verstärkt. Die Bild-ZF beträgt 23,5 MHz.
Der damalige Preis von 1500 DM entspricht kaufkraftbereinigt in heutiger Währung 4.680 Euro Nur rund fünf Jahre nach der Währungsreform 1948 konnten sich nur wenige Menschen einen Fernseher leisten, und so stand gerade der TD1410U häufig in Gaststätten, um gemeinsames Fernsehen zu ermöglichen. 20 bis 30 Personen, die gleichzeitig auf den kleinen, keine 30 cm breiten Bildschirm schauten, waren damals keine Seltenheit. Große Medienereignisse auf dem "Starenkasten" waren die Krönung von Elisabeth II. Anfang Juni 1953 und die Fußball-Weltmeisterschaft 1954 in Bern.